# Chavenay
Chavenay [ʃavnɛ] ist eine französische Gemeinde im Département Yvelines in der Region Île-de-France. Sie liegt nahe Saint-Germain-en-Laye im Tal des Ru de Gally und hat 1741 Einwohner (Stand 1. Januar 2022).

## Geographie
Chavenay liegt 25 Kilometer nordwestlich von Paris im Tal des Ru de Gally, der das Dorf in ost-westlicher Richtung durchfließt.
Die nächstgelegenen Gemeinden sind Saint-Nom-la-Bretèche im Nordosten, Villepreux im Südosten, Les Clayes-sous-Bois in südlicher Richtung, Plaisir im Südwesten, Thiverval-Grignon im Westen, Davron in nordwestlicher Richtung sowie das nördlich gelegene Feucherolles.

## Geschichte
Der Name Chavenay lässt sich auf gallische beziehungsweise römische Zeiten zurückführen. Die erste schriftliche Erwähnung des Ortes findet sich auf einer Urkunde aus dem Jahr 1003, in der es in latinisierter Form als „Cavenoilus“ genannt wird. Die Region um Chavenay war jedoch bereits  viel früher besiedelt und enthält Zeugnisse altsteinzeitlicher Besiedlung.

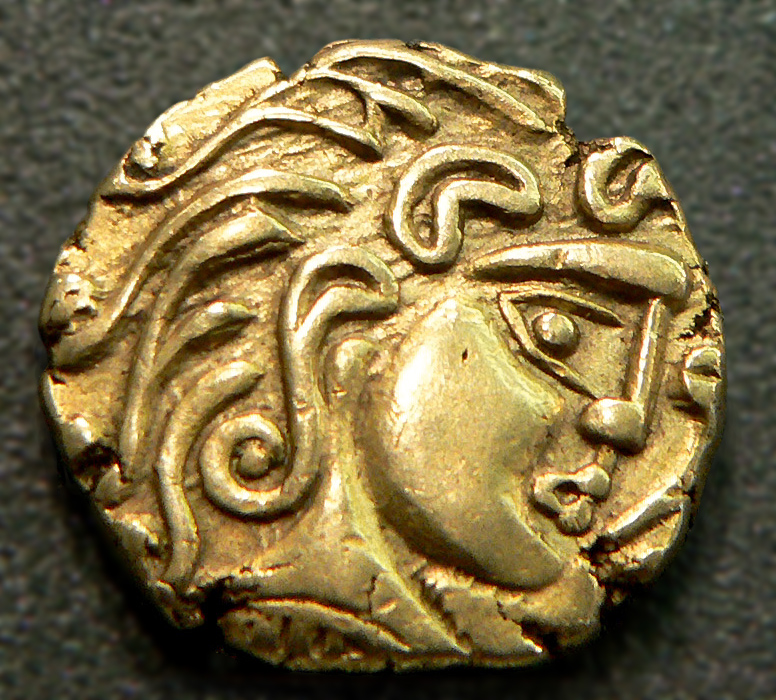
Parisische Goldmünze aus dem 1. Jahrhundert v. Chr.

### Vor- und Frühgeschichte
Ursprünglich wurde die Gegend um Chavenay von den gallischen Stämmen der Carnuten und Parisier bewohnt. Mit Diodorum, dem heutigen Jouars-Pontchartrain, bestand in der Nähe eine Stadt, die während der ersten vier nachchristlichen Jahrhunderte bedeutend war. In Chavenay selbst wurden Reste einer galloromanischen Villa gefunden, die sich nahe dem heutigen Flugplatz befand.

### Mittelalter
Ab dem 6. nachchristlichen Jahrhundert setzte, ausgehend von den umliegenden Klöstern, die Christianisierung in der Region ein. Die Gegend um Chavenay gehörte damals zur Abtei Saint-Germain-des-Prés, die über große Besitzungen verfügte, bis die Überfälle der Normannen die Aufgabe des Klosters erzwangen und sich die Äbte unter den Schutz der Herzöge von Franzien begaben. Später schenkte Adelaide, Gattin Hugo Capets dem Priorat von Argenteuil dreißig Mansen Land sowie die Kirche von Chavenay. Diese Schenkung wurde 1003 durch eine Urkunde Roberts des Frommen bestätigt.
Bis in die Mitte des 13. Jahrhunderts blieb Chavenay durch die Überfälle der Normannen bedroht, was sich erst unter der Regentschaft Ludwigs XI. änderte. In dieser Zeit entwickelte sich die Wirtschaft Chavenays positiv und die Einwohnerzahl nahm deutlich zu. Daraufhin beschloss der Propst von Argenteuil die Umleitung des Ru de Gally, um die Felder des Dorfes bewässern und die Versorgung der Bewohner sicherstellen zu können.
Diese wirtschaftliche Blüte wurde erst durch die Zeit des Hundertjährigen Krieges (1338–1453) beendet. Zwar blieb Chavenay von direkten kriegerischen Auseinandersetzungen zwischen Franzosen und Engländern verschont, aber wechselnde Besitzverhältnisse, die durchziehenden Soldaten und Pestepidemien setzten dem Dorf stark zu.

### Neuzeit
Nach dem Ende des Hundertjährigen Krieges forcierte das Priorat von Argenteuil den Wiederaufbau Chavenays und die Neubesiedlung durch Siedler aus Argenteuil, denen Ackerflächen zur Verfügung gestellt wurden. Im Zuge der Hugenottenkriege zwischen Katholiken und Reformierten kam es im 16. Jahrhundert jedoch abermals zu schweren wirtschaftlichen Krisen, wie auch in den Jahren der Fronde zwischen 1648 und 1653, und Chavenay verlor den Großteil seiner Bewohner. Da es dem Priorat von Argenteuil zunehmend schwer fiel, das verhältnismäßig weit entfernte Chavenay zu verwalten, wurde es 1691 an Louis II. Phélypeaux de Pontchartrain verkauft, womit die fast sieben Jahrhunderte währende Herrschaft des Agenteuiler Priorats endete.

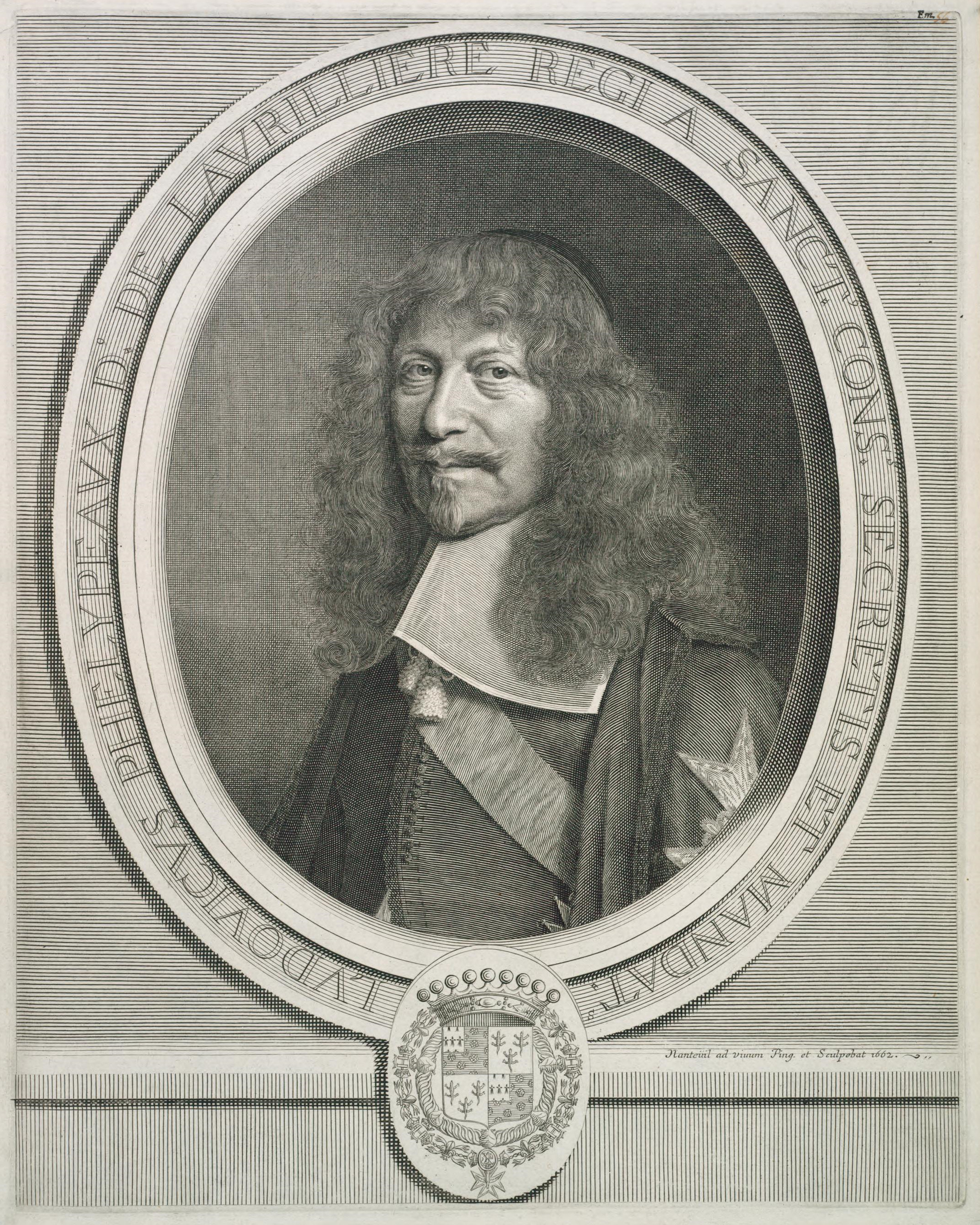
Louis Phélypeaux, comte de Pontchartrain

Unter Phélypeaux profitierte Chavenay von der Aufwertung der Region durch Ludwig XIV. Der neue Grundherr ließ die Dorfkirche restaurieren und der Bevölkerung Almosen zukommen. Durch den Umzug des königlichen Hofes ins nahegelegene Versailles erfuhr Chavenay auch einen wirtschaftlichen Aufstieg, da sich in der Landwirtschaft, dem Bauwesen und am Hof neue Arbeitsmöglichkeiten ergaben. Die Jagd, Lieblingsbeschäftigung großer Teile des Hofstaats, führte allerdings zu gehäuften Beschwerden unter den Bauern des Dorfes.
Die Nähe zu Versailles wurde Chavenay während der Französischen Revolution und der darauf folgenden Terrorherrschaft jedoch zum Verhängnis. Die Kirche wurde größtenteils zerstört, das Vieh wurde geraubt und viele Bewohner verließen das Dorf fluchtartig.
Mit dem 19. Jahrhundert erfuhr Chavenay einen grundsätzlichen sozialen Wandel. Die Bauern wurden Eigentümer des bisher stets gepachteten Landes, wodurch die Dorfgesellschaft autonomer wurde und die Verwaltung des Ortes selbst übernahm. Die Errichtung einer Papiermühle 1825 stand bereits im Zeichen der beginnenden Industrialisierung, mit einer Zuckerraffinerie entstanden 1872 zusätzliche Arbeitsplätze. 1860 wurde die Dorfschule erbaut, die heute als Rathaus dient, 1888 folgte eine Mädchenschule. Im Jahr 1899 wurde Chavenay an die Eisenbahnlinie Versailles – Maule angeschlossen.
Nach den Weltkriegen hatte das Dorf zunächst mit dem wirtschaftlichen Abschwung zu kämpfen. Ende der 60er Jahre wurde der Ru de Gally verbaut, der zuvor immer wieder die Felder und Teile des Dorfes überschwemmt hatte. Durch die Errichtung der Neubausiedlung 1972 stieg die Zahl der Einwohner schließlich von 600 auf 1600 an.

## Politik

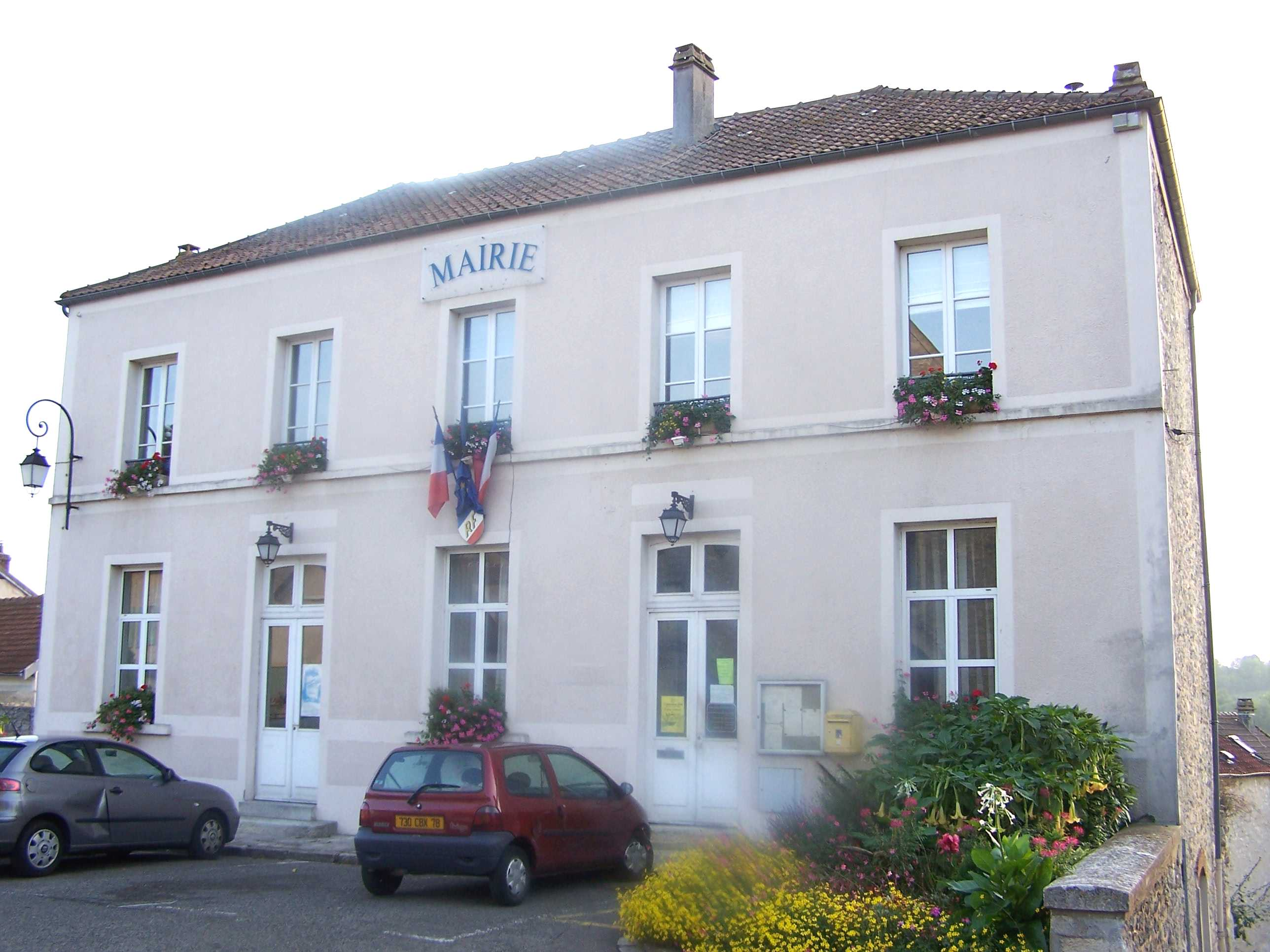
Rathaus (Mairie)

### Verwaltung
Bürgermeister von Chavenay ist seit 2001 Denis Flamant. Daneben existiert ein Gemeinderat mit elf Mitgliedern. Chavenay gehört zum Kanton Saint-Nom-la-Bretèche.

### Wappen
Das Wappen von Chavenay wird durch ein silbernes Wellenband senkrecht geteilt. Die rechte Wappenseite zeigt eine silberne Madonna mit Kind auf blauem Grund. Auf der linken Seite ist ein phrygischer Helm in Gold vor drei ebenfalls goldenen Ähren auf rotem Grund zu sehen.

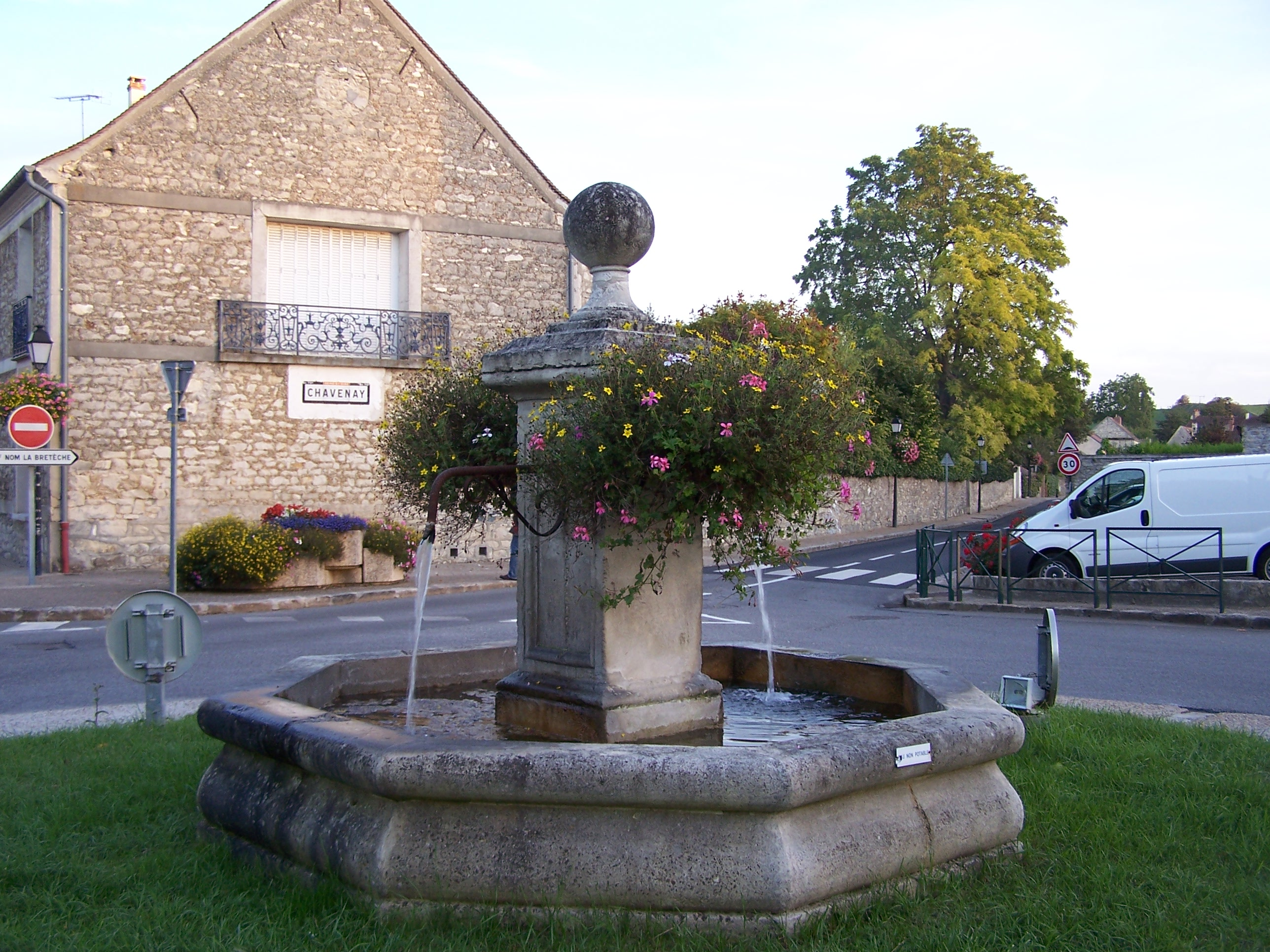
Place de Rösrath

### Städtepartnerschaften
Chavenay pflegt seit 1998 zusammen mit den Nachbargemeinden Crespières, Feucherolles und Saint-Nom-la-Bretèche eine Städtepartnerschaft zur deutschen Stadt Rösrath in Nordrhein-Westfalen. Aus diesem Anlass wurde ein Platz in Chavenay in Place de Rösrath umbenannt.

## Bevölkerungsentwicklung
Die Bevölkerung von Chavenay beträgt aktuell (Stand 2007) 1840 Einwohner, was einen leichten Zuwachs gegenüber den Werten von 2005 (1831 Einwohner) und 1999 (1755) darstellt. Der arbeitenden Bevölkerung gehören in Chavenay etwa 750 Personen an, mehrheitlich Ingenieure und leitende Angestellte. Der Anteil der Unter-Zwanzigjährigen unter den Bewohnern liegt bei verhältnismäßig hohen 32 %, 17 % der Einwohner sind 60 Jahre oder älter.
| Jahr      | 1962 | 1968 | 1975 | 1982 | 1990 | 1999 | 2005 |
| --------- | ---- | ---- | ---- | ---- | ---- | ---- | ---- |
| Einwohner | 705  | 614  | 1442 | 1629 | 1727 | 1752 | 1831 |

## Wirtschaft
In Chavenay sind rund 100 Unternehmen tätig. Neben örtlichen Handwerks- und Landwirtschaftsbetrieben finden sich darunter auch größere Unternehmen aus den Bereichen der Automobilfertigung, der Feinmechanik oder der Chemie.

## Verkehr

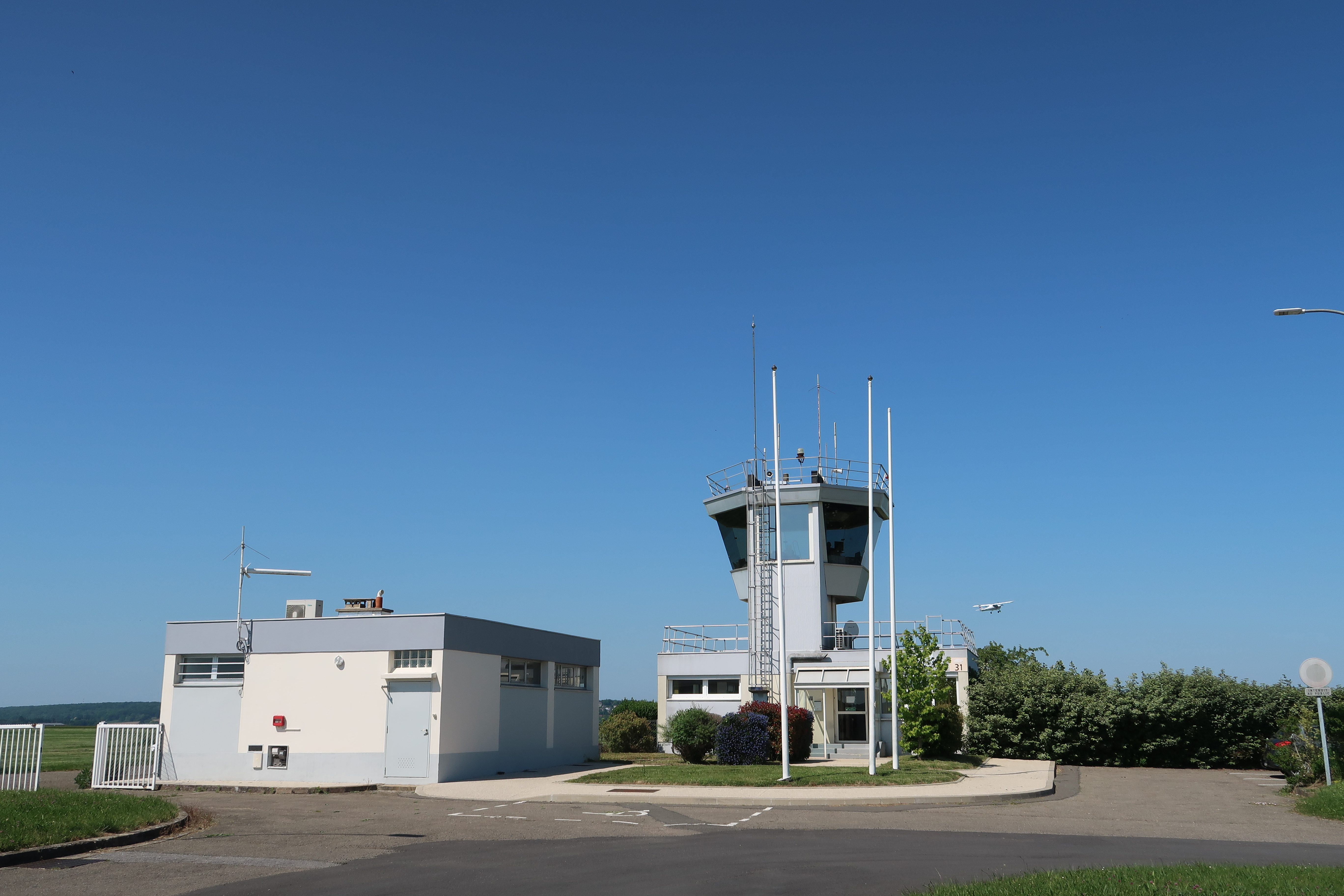
Tower des Flugplatzes

Durch den Ort führen die Departementsstraßen D 74 und D 97, die D 30 und die D 98 berühren ebenfalls das Gemeindegebiet. In der Nähe verlaufen die Autobahnen A 12 und A 13 sowie die autobahnähnlich ausgebaute Nationalstraße N 12 und die D 307.
Die nächsten Bahnstationen sind der Haltepunkt Plaisir – Les Clayes und der Bahnhof Plaisir – Grignon an der Bahnstrecke Saint-Cyr–Surdon. Auf dem Gemeindegebiet liegt der Flugplatz Aérodrome de Chavenay – Villepreux.

## Sehenswürdigkeiten

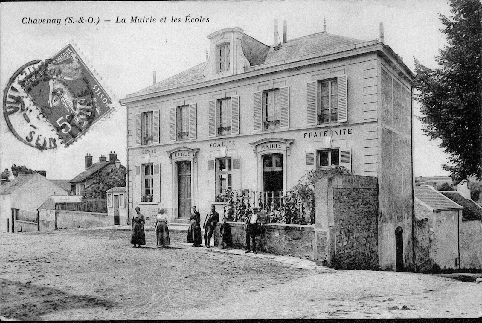
Dorfschule von Chavenay um 1900

In Chavenay finden sich mehrere Bauernhäuser aus dem 17. bis 18. Jahrhundert, die beispielhaft für die regionale Architektur sind. Auch die beiden Dorfschulen, die aus dem 19. Jahrhundert stammen und von denen heute eine als Rathaus dient, sind noch erhalten.
Die Kirche Saint Pierre lässt sich bereits im Jahr 1003 nachweisen. Sie wurde in den folgenden acht Jahrhunderten stetig aus- und umgebaut, sodass sie heute eine Vielzahl historischer Baustile in sich vereint.